# Elisabeth Escher
Elisabeth Escher (* 1956 in Wels, Oberösterreich) ist eine österreichische Schriftstellerin. Bekannt wurde sie unter anderem als Autorin des verfilmten Romans Hannas schlafende Hunde.

## Leben und Werk
Elisabeth Escher wurde 1956 in Wels geboren und ist dort aufgewachsen. Sie studierte Anglistik und Romanistik an der Universität Salzburg. Nach ihrem Abschluss unterrichtete sie an einem Salzburger Gymnasium sowie am Pädagogischen Institut Salzburg und arbeitete viele Jahre als freie Journalistin bei den Salzburger Nachrichten.
Der literarische Durchbruch gelang ihr mit dem autobiographischen Roman Hannas schlafende Hunde, einer literarischen Aufarbeitung eines Stücks österreichischer Nachkriegsgeschichte der 1960er Jahre. Dieser wurde mit Hannelore Elsner in der Hauptrolle unter der Regie von Andreas Gruber verfilmt und errang internationale Erfolge (Golden Goblet Award „Best Screenplay“, Shanghai International Film Festival 2016, Bayerischer Filmpreis 2015 für die beste Filmmusik). Roman und Film sind an Höheren Schulen fester Unterrichtsbestandteil und werden von den Pädagogischen Hochschulen, der Hessischen Lehrkräfteakademie im Auftrag des Hessischen Kultusministeriums und des Bayerischen Staatsinstituts für Schulqualität und Bildungsforschung als fächerübergreifendes Projekt für den Deutsch- und Geschichtsunterricht empfohlen. Als Didaktikerin und Lehrbuch-Autorin erstellte Escher selbst Unterrichtsmaterialien für den Roman.
Escher lebt und arbeitet in Salzburg und ist Mitglied der Salzburger Autorengruppe, des Österreichischen Schriftsteller/innenverbandes sowie des P.E.N. International.
Neben Prosawerken ist Escher Verfasserin zahlreicher Gedichte. Der Lyrikband die gestrigen galgen ins heute gestellt stellt eine dichterische Weiterführung des Romans Hannas schlafende Hunde dar. Darüber hinaus ist Escher Autorin von Kinderliteratur. Zudem ist sie Verfasserin von approbierten Italienisch-Lehrbüchern für Kinder und Jugendliche (Ciao bambini, Romeo e Giulia).

## Auszeichnungen
- 2006: 1. Preis Christine-Busta-Lyrikpreis des Österreichischen Schriftstellerverbandes[11]
- 2013: Preisträgerin XVI. Gedichtwettbewerb deutschsprachiger Gedichte[12]

## Werke

### Prosa
- Bienengift, Roman, fram Verlag, 1999, ISBN 3-901957-03-0.
- Ein Herz für Hercules, Kriminalsatire, Edition Weinviertel, 2002, ISBN 3-901616-50-0.
- Hannas schlafende Hunde, Roman, 2010, ISBN 978-3-9504641-0-8.
- Das Leben ist schön und andere Märchen, All-Age-Märchenbuch, 2013, ISBN 978-3-902932-07-5.
- unter der markise. In: Nahaufnahmen 15 (= SALZ – Zeitschrift für Literatur. Nr. 138). ISSN 1682-8992, S. 31 (Übersicht [abgerufen am 28. Januar 2020]).
- Augenblick: Texte zum Antho?-Logisch! Anthologie, Web-Site-Verlag, Literaturpreis 2008, ISBN 978-3-940445-40-7.
- Ohne Ablaufdatum, 30 Jahre Salzburger Autorengruppe. Salzburg, 2011, Anthologiebeitrag
- Das Fenster zum Himmel, Bernardus-Verlag, Druck- und Verlagshaus Mainz, Aachen 2020, ISBN 978-3-8107-0320-0.
- Der letzte Akt vom Puppenspiel, Eifeler Literaturverlag, Druck- und Verlagshaus Mainz, Aachen, 2023, ISBN 978-3-96123-078-5.

### Lyrik
- Herz im Mond, Gedichte, fram-Verlag, 2001, ISBN 3-901957-14-6.
- Soviel Liebe auf Papier, Edition Weinviertel, 2007, ISBN 3-901616-94-2.
- worte wege gehen, Edition Tandem, 2008, ISBN 978-3-902606-06-8.
- die gestrigen galgen ins heute gestellt, Edition Tandem, 2012, ISBN 3-902606-67-3.
- Südlich liegt die Sanftmut, Anthologie, Ullstein, 1996, ISBN 978-3-548-30397-0.
- vü z´gach. In: M.UND.ART (= DUM – Das Ultimative Magazin. Nr. 30). 2006 (Ankündigung [abgerufen am 30. Januar 2020]).
- Texte für die CDs „eisblau&regengrün“, „Schattenriss“, „Vü zgach“, „woschnoss und brennhaß“, „Himmel und Höll‘“, Vertonung: Edith Meixner
- Anthologiebeitrag in der Lyrikanthologie Wie es eben so ist, ohne Harfe, Salzburger Autorengruppe, Edition Eizenbergerhof: Salzburg 2005, ISBN 3-901243-26-7.

### Kinderliteratur
- Leopez der Löwenbär, musikalisches Bühnenmärchen. Musik: Reinhold Kletzander. Reg-E: 952.564
- Lachtralien, Märchen
- Tierische Reime, CD, Vertonung: Fritz Pichler
- Ein bunter Hund! Na und? Books on Demand, Norderstedt 2016, ISBN 978-3-7431-4135-3.

### Italienisch für Kinder und Jugendliche
- Ciao bambini! Band 1. ÖBV, Wien 1995, ISBN 3-215-11546-8.
- Ciao bambini! Band 2. ÖBV, Wien 1997, ISBN 3-215-11547-6.
- zus. mit Regina Obernosterer, Cristina Rusconi: Romeo e Giulia 01. Italienisch für Anfänger. Veritas, Linz 1998, ISBN 3-464-21591-1.
- Romeo e Giulia 02. Italienisch für Fortgeschrittene. Veritas, Linz 2002, ISBN 3-7058-0842-7.